# Loch Drunkie
Loch Drunkie är en sjö i Storbritannien.   Den ligger i kommunen Stirling och riksdelen Skottland, i den nordvästra delen av landet, 600 km nordväst om huvudstaden London. Loch Drunkie ligger 173 meter över havet.I omgivningarna runt Loch Drunkie växer i huvudsak blandskog.